# 제시카 존스
제시카 존스(Jessica Jones)는 마블 코믹스에서 출간한 만화책의 등장인물이다.